# Batrisodes nebulosus
Batrisodes nebulosus är en skalbaggsart som beskrevs av Albert A. Grigarick och Schuster 1962. Batrisodes nebulosus ingår i släktet Batrisodes och familjen kortvingar. Inga underarter finns listade i Catalogue of Life.